# Хинтерзе (Передняя Померания)
Хинтерзе (нем. Hintersee) — община в Германии, в земле Мекленбург-Передняя Померания.
Входит в состав района Иккер-Рандов. Подчиняется управлению Ам Штеттинер Хаф. Население составляет 352 человека (2009); в 2003 году — 393. Занимает площадь 44,42 км².
| Год  | Население |
| ---- | --------- |
| 1991 | 404       |
| 1995 | 393       |
| 2000 | 420       |
| 2005 | 357       |
| 2010 | 363       |